# Barrio del Montecillo
El Barrio del Montecillo es uno de los ocho barrios originarios de la ciudad de San Luis Potosí. El día del barrio es el 25 de julio, festividad del Cristóbal de Licia. Atracciones del barrio incluyen el Templo de San Cristóbal, la Alameda Juan Sarabia y el Museo del Ferrocarril Jesús García Corona.

## Historia
El barrio fue fundado en 1600 por tlaxcaltecas y otomíes. La curia seglar se encargó de la evangelización de la zona. Estos primeros habitantes se dedican principalmente a la industria textil, ya que los terrenos del Montecillo no eran aptos para la agricultura como los demás barrios. La llegada del siglo XIX vio importantes acontecimientos del barrio. El pueblo fue ascendido a villa y luego el ferrocarril cambió el destino del barrio, porque las vías la dividieron en dos. Desde entonces la historia del barrio está fuertemente ligada con el ferrocarril. En frente del templo estuvo la segunda plaza de toros de la capital potosina, la cual posteriormente también fue demolida para crear más instalaciones ferroviarias. El barrio contaba con un panteón donde estaba enterrado Juan del Jarro, reconocido personaje potosino que es recordado con una estatua en el Jardín Guerrero del centro histórico. El pantheon desapareció para construir los talleres del ferrocarril.

## Templo de San Cristóbal
El templo de San Cristóbal siempre ha sido el centro de actividad en el barrio. Se comenzó la construcción del templo en 1730 y se terminó en 1751. Destacan la escultura de San Cristóbal que fue traída desde Guatemala y el cuadro de las Ánimas que data de 1751. Hay una pintura del Señor de la Misericordia. Tiene una gran imagen de Jesucristo que se llevaba en la procesión del Viernes de Dolores. No se conoce el autor de la pintura.
A comparación de otros templos de la ciudad, el de San Cristóbal es más pequeño. Fue edificado al estilo barroco neoclásico. Su cúpula con líneas armoniosas es un elemento notable. Es considerado un verdadero tesoro de la ciudad donde se han cultivado leyendas. En 1961 el templo se elevó a rango de vicaría pero el templo no fue funcional debido a las bardas del ferrocarril que bloquearon su fachada y acceso principal. Se creó una nueva entrada con una amplia plaza y se expandió el templo para que pudiera cuadruplicar su capacidad. El presbítero Enrique Arteaga fue designado el primer vicario. Con su erección como parroquia el 6 de abril de 1976, se desencadenó de la Parroquia del Sagrario de la cual dependió por muchos años.
El templo es catalogado como monumento histórico por el Instituto Nacional de Antropología e Historia (INAH) para su preservación.